# Лонде, Гилен
Гилен Лонде (фр. Guilaine Londez; род. 14 марта 1965, Сен-Жиль) — французская киноактриса. С 1991 года она снялась более чем в шестидесяти фильмах.

## Биография
Родилась 14 марта 1965 года в Сен-Жиле. Она начала учиться в консерватории Монпелье в 1984 году, затем продолжила обучение в Школе актёрского мастерства в Сент-Этьене. Затем Гилен переехала в Париж в конце 1980-х годов. Она начала сниматься в 1991 году.
Актриса дебютировала в кино фильмом Шанталь Акерман, «Ночь и день», причём сразу с главной роли, а её партнёром стал Тома Лангманн.
Часто играет роли второго плана в комедиях.